# Главное здание МГУ
Гла́вное зда́ние МГУ (ГЗ МГУ; в официальных документах иногда именуется Главным корпусом МГУ) — центральное здание университетского комплекса Московского государственного университета на Воробьёвых горах. Самая высокая из семи построенных сталинских высоток. Высота — 183,2 метра (со шпилем — 235 метров), этажность центрального корпуса — 32 (36) этажа. Высота основания над уровнем моря — 194 м.
Построено в 1949—1953 годах по проекту архитекторов Бориса Иофана (был смещён с должности главного архитектора), Льва Руднева, Сергея Чернышёва, Павла Абросимова, Александра Хрякова и инженера Всеволода Насонова. Над скульптурным оформлением фасадов работала мастерская Веры Мухиной. До 1990-х годов здание было самым высоким в Европе.

## История

### Проектирование

#### Потребности МГУ
13 января 1947 года Совет министров СССР по предложению секретаря ЦК ВКП(б) Иосифа Сталина принял постановление «О строительстве в Москве многоэтажных зданий», в котором описаны планы по возведению восьми высоток. Контролировать строительство высотных зданий Сталин поручил государственному деятелю Георгию Попову. Один из пунктов документа предусматривал сооружение 32-этажного здания на Ленинских (ныне Воробьёвых) горах «в центре излучины Москва-реки, разместив в нём гостиницу и жильё». Возведение высотки шло в логике сталинской реконструкции Москвы и должно было указывать на развитие столицы от центра на юго-запад вдоль Москвы-реки.
Согласно данным историка Николая Кружкова, решение о размещении в высотном здании Московского университета было принято в июне 1947 года после встречи Сталина с ректором МГУ, академиком Александром Несмеяновым (в действительности такая встреча не могла иметь места в 1947 году, поскольку Несмеянов возглавил МГУ только в 1948 году). Несмеянов неоднократно выступал за строительство нового факультетского здания, на этой же встрече обсуждался вопрос переезда всего университета. Большинство строений МГУ (в общей сложности в 1945 году ему принадлежало 22 корпуса) находилось на улицах Моховой и Герцена. Старые помещения были перегружены, многие из них пострадали во время Великой Отечественной войны и нуждались в ремонте. Академик следующим образом вспоминал планирование строительства:
Я, как только стал ректором, сразу же завел разговор о строительстве, но на этот раз уже не только химфака, а всего МГУ. Ю. А. Жданов сказал, что он разузнает, как обстоят дела, и даст мне сигнал в нужный момент. Этот момент наступил очень скоро. Юрий Андреевич сказал мне, что принято решение о строительстве в Москве нескольких высотных зданий и что следует (не знаю, получил ли он это указание от И. В. Сталина или от А. А. Жданова) просить одно из таких зданий для нужд МГУ. Тут же стали писать письмо Сталину. Исходя из подсчитанных мною с М. А. Прокофьевым необходимых площадей для химфака и «по укрупненным показателям», пропорционально увеличивая кубатуру, легко было ориентировочно определить нужды МГУ. Так как цифры получались достаточно внушительными, то решили не рассчитывать их пока на гуманитарные факультеты МГУ, им с избытком хватило бы оставленных на Моховой зданий. Полученное таким образом огромное число (1600 тыс. куб. м) и было внесено в краткую записку — просьбу на имя Сталина примерно такого содержания: просим обратить строительство одного из высотных зданий для нужд МГУ. Потребность составляет 1600 тыс. куб. м.
Сталин поддержал эту идею, приказав «обратить строительство одного из высотных зданий для нужд МГУ».
15 марта 1948 года после заседания Политбюро было принято постановление № 803, предписывавшее построить новое здание университета на Ленинских горах в течение 1948—1952 годов. Высота центральной части небоскрёба должна была составлять не менее 20 этажей (вместо первоначальных 32), объём здания предусматривался в 1700 тыс. м³. Согласно документу, в новом сооружении должны были быть организованы «23 общих лекционных аудитории, 125 групповых аудиторий, 350 учебных лабораторий, 350 научных лабораторий, специализированных лабораторий общей площадью 11 тыс. кв. метров, жилые помещения для 5250 студентов и 750 аспирантов, чтобы каждый из них был обеспечен отдельной комнатой с удобствами <…> квартиры для профессорско-преподавательского состава». По предложению академика Николая Зелинского 15 марта стали считать днём рождения МГУ. Через два дня решение о строительстве было оглашено на общем торжественном собрании профессоров, преподавателей и студентов.

#### Проект Иофана
Подготовительные работы, проектирование и строительство МГУ было возложено на «Управление строительства Дворца Советов», проект которого к тому времени был заморожен. Под строительство выделили участок площадью 100 гектаров у излучины Москвы-реки на Воробьёвском шоссе. Отдельно от университетских зданий планировалось разбить ботанический сад и лесопарк. Установленные сроки включали 4 месяца для эскизного проекта и 10 месяцев — для технического. К проектированию здания привлекли архитектора Бориса Иофана, который до этого выполнил ряд крупных правительственных заказов по постройке важных государственных зданий. На тот момент среди его работ были, например, проекты Московского театра эстрады, расположенного в «Доме на набережной», Павильона СССР на международной выставке в Париже (1937), Павильона СССР на международной выставке в Нью-Йорке (1939). Наиболее известным архитектурным достижением Бориса Иофана является нереализованный проект Дворца Советов (в соавторстве с Владимиром Щуко и Владимиром Гельфрейхом).
Иофану принадлежит общий архитектурный замысел проекта Главного здания МГУ. Он предложил пространственную композицию здания в виде пяти объёмов с высотной центральной частью здания и четырьмя симметрично расположенными, более низкими боковыми объёмами, увенчанными башенками — пинаклями. Для архитектурного стиля Иофана характерна трактовка монументального здания в качестве постамента для скульптур, потому изначально архитектор предполагал установить скульптуру Михаила Ломоносова на вершине высотной части здания. В итоге, вероятнее всего, по указанию Сталина, завершением здания был предусмотрен шпиль с пятиконечной звездой, как на прочих высотках.

#### Руководство Руднева

Изображение архитектора Льва Руднева на ХМК № 46 с оригинальной маркой, 1986 год

3 июля 1948 года было принято постановление Совета министров СССР за подписью Сталина и Якова Чадаева «О проектировании и размещении нового здания Московского государственного университета». Этим постановлением архитектор Борис Иофан освобождался от проектирования нового высотного здания МГУ и вместо него назначалась профессиональная бригада под руководством Льва Руднева в составе архитекторов Сергея Чернышёва, Павла Абросимова, Александра Хрякова и инженера Всеволода Насонова. Как отмечают историки, Иофан был отстранён от работы за несколько дней до окончания проектирования, когда финальный эскиз был практически готов. По мнению Александра Васькина, причиной замены автора стала принципиальная позиция архитектора относительно местоположения МГУ. Архитектор «не соглашался отодвинуть здание в глубину участка от Москвы-реки, считая подобное решение большой потерей для художественного ансамбля столицы. <…> Товарищу Сталину возражения Иофана показались недостойными внимания». Архитектор стремился поставить высотку на бровке Ленинских гор, вопреки мнению специалистов, считавших, что при таком расположении здания не удастся обеспечить устойчивость основания.
Июльское постановление предусматривало перенос места и строительство главного здания МГУ в 700 метрах от Воробьёвского шоссе в сторону Юго-Западного района. Это решение было подкреплено постановлением от 14 октября 1948 года «Об укреплении строительства Московского государственного университета и 32-этажного административного здания в Зарядье».
Архитектор Лев Руднев окончил Академию художеств, где темой его дипломной работы был проект «Университет крупного города». Уже в дипломе Руднева были заложены многие особенности, реализованные затем при работе над МГУ. До этого времени его наиболее крупным проектом было здание Военной академии имени Фрунзе (соавтор Владимир Мунц).
Всеволод Насонов, бывший главным инженером новых зданий МГУ с 1933 по 1947 год за исключением военных лет, руководил проектированием металлических конструкций Дворца Советов. Несущую систему — фундаменты и каркас — Главного здания разработал выдающийся советский конструктор и учёный, создатель Останкинской телебашни Николай Никитин. Предложенные им принципиально новые технические решения, например, коробчатый фундамент, гибкие колонны в первом наземном этаже здания, металлические колонны крестообразного сечения, позволили построить в сложных грунтовых условиях высотное здание переменной высоты, которое долгое время было самым высоким зданием в Европе, без температурных и осадочных швов. Технический проект и генеральную смету на строительство комплекса МГУ утверждал сам Сталин. Сталин также утвердил этажность и высоту шпиля.

### Строительство

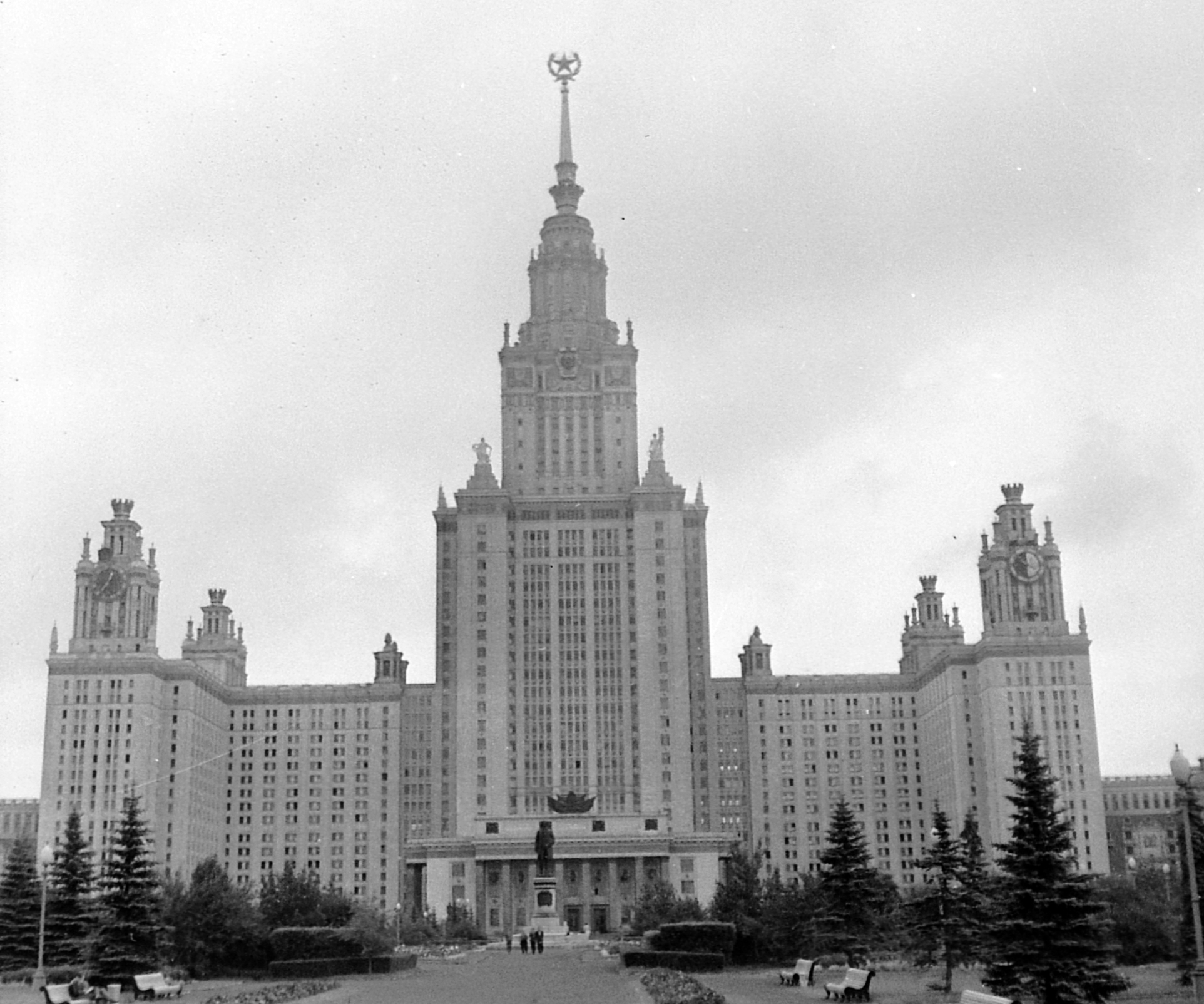
Здание МГУ в 1965 году

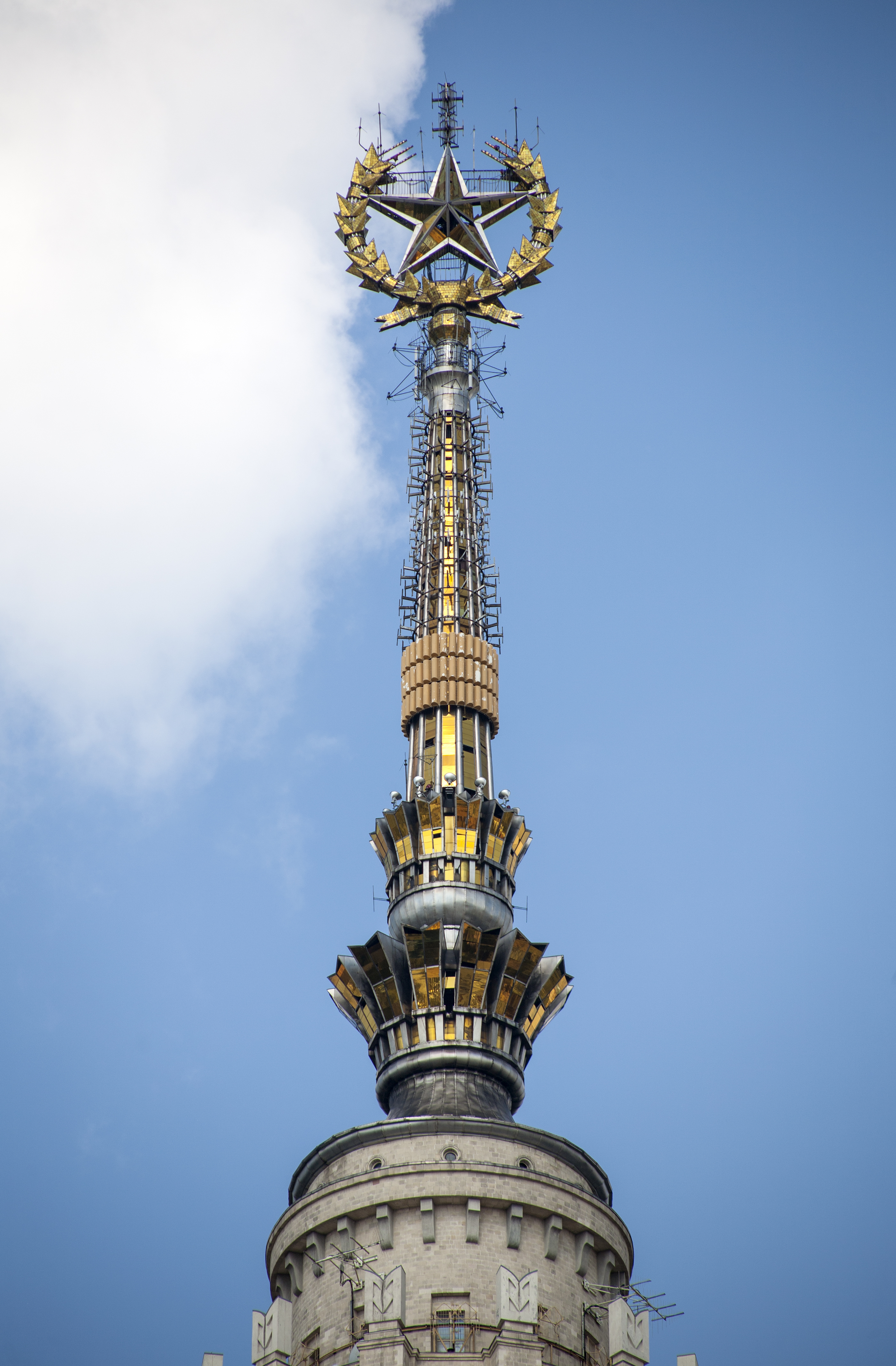
Завершение шпиля Главного здания МГУ, фотография 2014 года

В декабре 1948 года на строительном участке начались земляные работы. 20 января 1949 года Советом министров СССР был принят указ № 246 «Об утверждении эскизных и технических проектов многоэтажных зданий в г. Москве», согласно которому технический проект МГУ должен был быть представлен до 1 августа того же года. 8 апреля 1949 года архитекторы нового здания получили Сталинские премии за строительство.
К апрелю на строительной площадке были почти завершены работы по рытью грунта и созданию котлована под высотную часть здания. 12 апреля 1949 года состоялась торжественная церемония закладки первого камня в основание фундамента. Его сооружение было окончено к сентябрю. К
концу 1949 года каркас главного здания МГУ достиг 10 этажей. Параллельно с возведением сталинской высотки велась организация железнодорожной ветки от станции Очаково для обеспечения университетского городка новыми транспортными путями.
Переосмыслив проект Иофана, архитектор Руднев хотел воздвигнуть на вершине высотного здания не скульптурную композицию, а отдельный памятник. По разным источникам, это могла быть статуя Иосифу Сталину, Владимиру Ленину или Михаилу Ломоносову высотой около 40 метров. Таким образом, по аналогии с проектом Дворца Советов, новое здание МГУ могло служить своеобразным пьедесталом для скульптуры. 11 февраля 1949 года Лев Руднев дал интервью, в котором выразил эту идею: «Центральная двадцатишестиэтажная башня, увенчанная на двухсотметровой высоте скульптурой гениального создателя Советского государства Владимира Ильича Ленина, символизирует стремление нашей науки к высотам знаний».
Несмотря на планы архитекторов, идея установки скульптуры на вершине башни так и не была реализована. Строительство высотного здания МИД СССР на Смоленской площади показало, что достичь визуальной пропорциональности небоскрёба можно лишь с помощью шпилей. Поэтому главное здание университета также закончено 57-метровым шпилем с пятиконечной звездой на вершине, который колеблется из-за ветра, как и любая упругая конструкция. Частота основного тона колебаний составляет 0,76 Гц. Монтаж верхней части весом 120 тонн был сложной задачей. Её сборка осуществлялась с помощью самоподъёмного крана УБК-15. Некоторые конструкции шпиля не могли быть подняты краном из-за большого веса, потому их доставили наверх через временную шахту внутри здания, в которую были проведены железнодорожные пути.
6 марта 1951 года Сталин лично посетил стройку, проверив организацию дорог и озеленение близлежащих территорий. Контроль над возведением нового здания университета осуществлял Лаврентий Берия. Для оперативного проведения работ специально были переброшены военно-строительные части с объектов атомной промышленности. Для возведения высотки использовался труд нескольких тысяч заключённых. Так, три отдельных здания факультетов — физфак, химфак и биофак — строили заключённые трудового лагеря Строительство 90 и ИТЛ. На 22-м этаже главного здания был организован отдельный лагерный пункт на 700 человек для проведения отделочных работ.
Торжественное открытие основного корпуса с праздничным митингом состоялось 1 сентября 1953 года. Ленту у главного входа перерезал министр культуры Пантелеймон Пономаренко. В полдень в университете начались первые занятия.
Согласно данным газеты «Аргументы и факты», на строительство Главного здания МГУ было потрачено из бюджета 2 млрд 631 млн 200 тысяч советских рублей, что примерно соответствовало стоимости строительства небольшого города из пятиэтажных панельных домов на 40 тысяч жителей.

## Архитектурные особенности

### Основной корпус

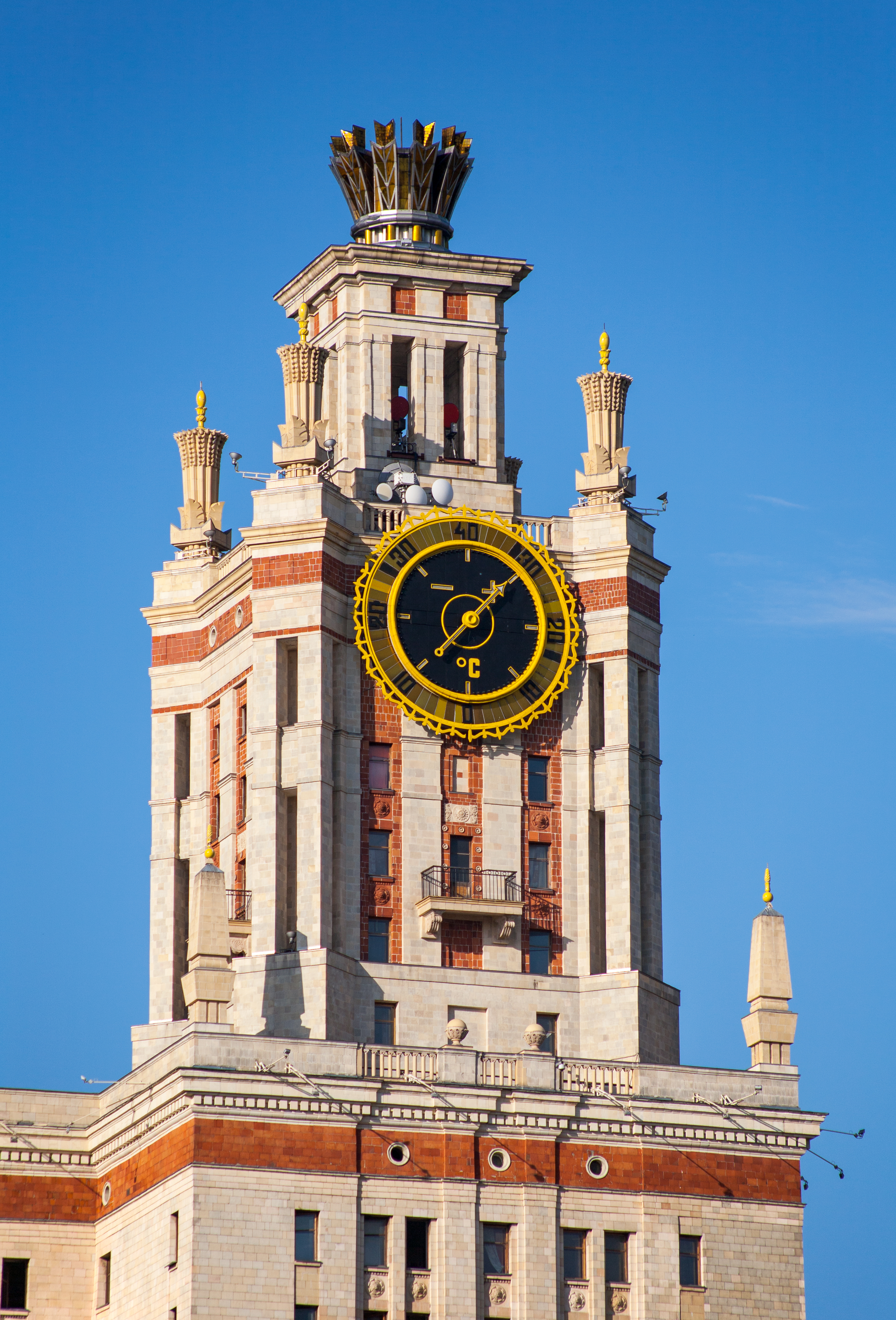
Термометр на башне главного корпуса, фотография 2013 года

Участок на высоком плато Москвы-реки, выделенный под строительство МГУ, определил особые условия формирования нового архитектурного ансамбля. Композиционным центром является главный корпус университета, образованный 32-этажной башней высотой в 235 метров (включая шпиль в 52 (в других источниках — 57) метра). Над главным входом в здание высечена дата строительства — «1949—1953» годы. На портале расположен фриз, выполненный скульптором Георгием Мотовиловым. Автор изобразил процессию людей разных занятий и профессий, раскрывающую основную тему фриза — союз труда и науки. Горизонтально вытянутый фриз сопровождается надписью, разделяющей полотно на две части — «Дружба народов» и «Народ-созидатель».
Главное здание МГУ — самый высокий из сталинских небоскрёбов. Высотка на Ленинских горах строилась как одна из наиболее важных архитектурных доминант столицы. Архитектор Руднев описывал идеологические задачи строительства следующим образом:
... сегодня, вспоминая историю и ход проектирования здания университета, я, прежде всего, делаю вывод о колоссальном значении идейного начала архитектуры. Нам была указана величественная цель. Точное указание задачи не оставило места ни для колебаний, ни для компромиссов. Гениальная сталинская идея создания подлинно коммунистического центра науки вдохновила коллектив планировщиков. Ясные условия правительственного задания придали нашей работе целеустремленный характер, исключили расплывчатость и туманность исканий.
Главное здание обладает абсолютной симметрией относительно центральной башни, от которой отходят 18-этажные «крылья». В свою очередь, на этих сооружениях установлены огромные часы, термометр и барометр. По состоянию на 2014 год башенные часы МГУ с циферблатом диаметром 8,74 метра являются самыми большими в Европе. У «крыльев» главного корпуса расположены корпуса высотой в 12 этажей. Отдельно от главного здания стоят корпуса химического и физического факультетов, которые образуют широкий двор. Со стороны Москвы-реки подходом к зданию служит система из аллей и площадей с фонтанами. В общей сложности архитектурный ансамбль МГУ на Воробьёвых горах включал в себя 27 основных и 10 обслуживающих зданий и корпусов общим объёмом 2611 тыс. м³. В новом университетском здании было организовано 148 аудиторий и более 1000 научно-учебных лабораторий. Поскольку здание было самым высоким в столице и находилось на его самой верхней точке, в университетском городке было оборудовано несколько смотровых площадок. Самая верхняя обзорная площадка находится на 32-м этаже высотки.
Монументальность и скульптурность, применение архитектурных приёмов, подчёркивающих высотность здания университета, упор на конструктивные и художественные качества строительного материала, точно найденные способы перехода от взметнувшейся ввысь центральной башни к масштабу человека — эти качества здания МГУ выдвигают его на место наиболее удачного осуществлённого проекта высотного здания.Москвовед Александр Васькин
Здание облицовано различными породами натурального камня. Так, цоколи главного и прилегающих к нему корпусов выделаны мрамором и гранитом, основной материал облицовки составили керамические плиты. Декоративные элементы и украшения здания выполнены из литого камня. Ампирные формы здания подчёркнуты скульптурными группами и рельефами. После начала кампании «по борьбе с архитектурными излишествами», инициированной первым секретарём ЦК КПСС Никитой Хрущёвым, масштабы и декор Главного здания МГУ стали основными поводами для критики в адрес Льва Руднева. В 1973 году бывший руководитель Управления по строительству Дворца Советов Александр Комаровский вспоминал:
Отдавая дань высокого уважения замечательному архитектору, руководившему творческим коллективом, Льву Владимировичу Рудневу, нельзя не упрекнуть его в излишнем стремлении украшать внешний облик здания, порой лишая его тем самым необходимой строгости.
Несмотря на критику профессиональным сообществом, Главное здание МГУ является ярким образцом сталинского ампира и одним из архитектурных символов столицы. Богатое декорирование было отличительным признаком идеологической установки в архитектуре в период зрелого и позднего сталинизма. Острая критика архитектурных излишеств, напротив, определяла идеологическую платформу другого периода советской истории — в частности, хрущёвской оттепели.

### Университетский комплекс

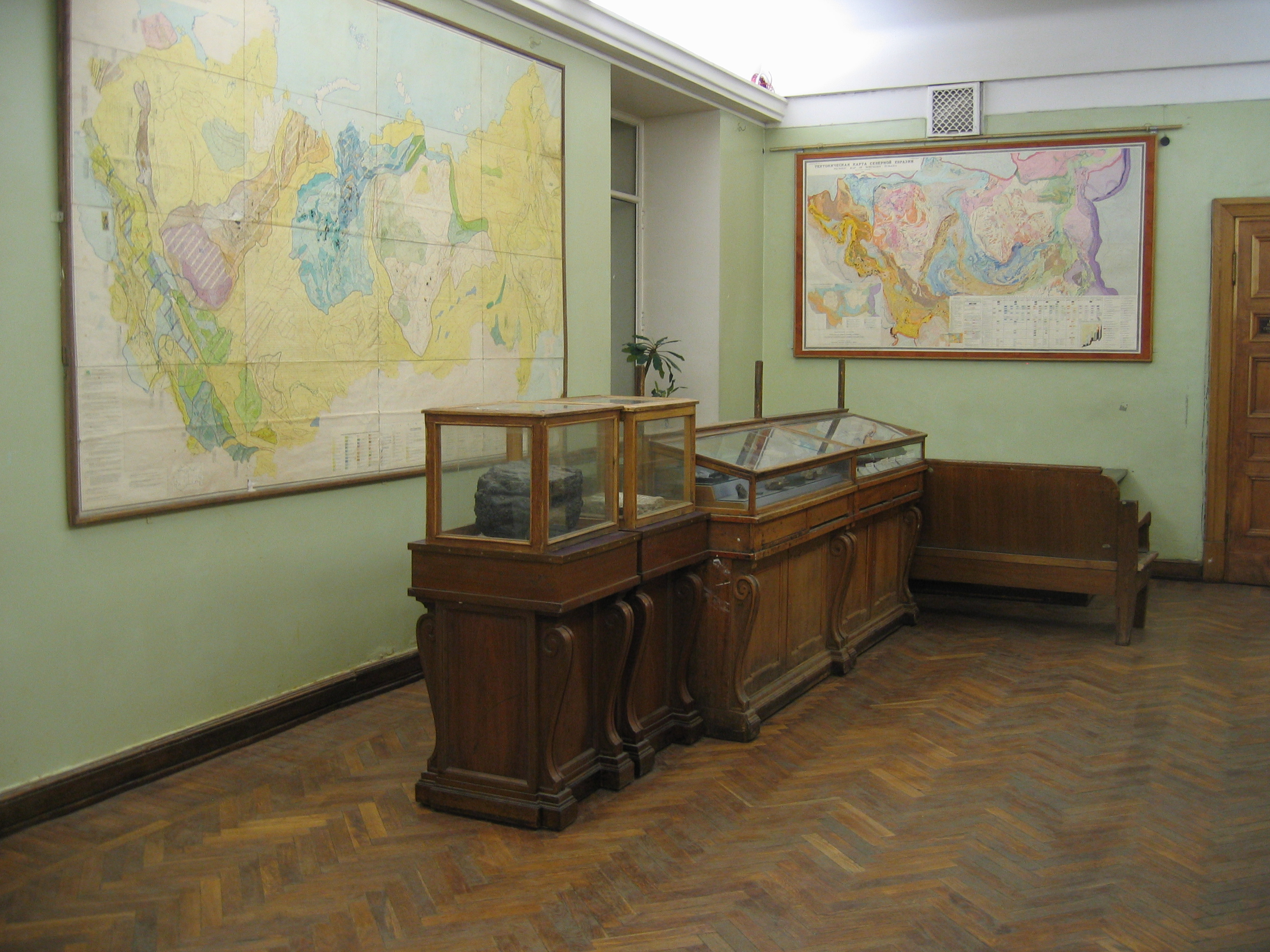
Интерьеры Геологического факультета, фотография 2009 года

Территория главного здания разделена на сектора. В главном секторе «А» расположены геологический (3—8 этажи), механико-математический (12—16 этажи) и географический факультеты (17—22 этажи). В этой части здания размещены ректорат (9—10 этажи), администрация и научная библиотека; с 24 по 31 этажи заняты Музеем землеведения. Здесь также находятся актовый зал на 1500 человек, Дворец культуры с залом с 640 местами и «ротонда». Украшением актового зала является огромное мозаичное панно работы художника Павла Корина, торжественность и монументальность которого отражает архитектурный стиль здания. Основной темой панно является «победные знамёна», представляющая эмблемы и знамёна наук.

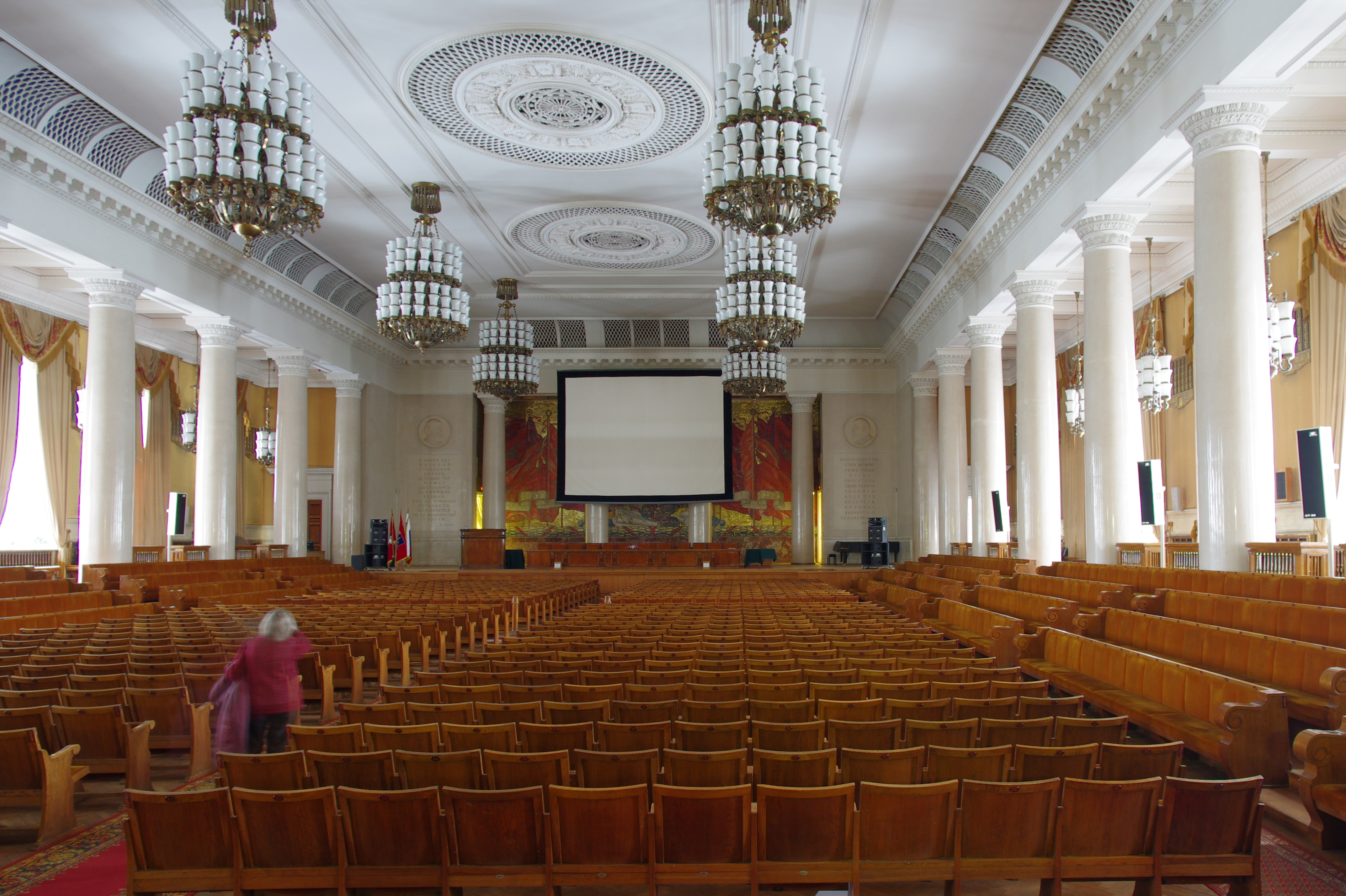
Интерьер актового зала

11 и 23 этажи определены под технические нужды.
Сектора «Б» и «В» расположены в 19-этажных корпусах главного здания. Со 2-го по 18-й этажи занимают комнаты студентов и аспирантов, общее число проживающих в них может достигать 2000 человек. Практически все этажи оборудованы кухонными помещениями с газовыми плитами. Кроме того, в здании находятся подвал, цокольный и технический этажи.
Боковые сектора отведены под жилую зону. В корпусах «И», «К», «Л», «М» расположены квартиры профессорско-преподавательского состава, в зонах «Б», «В» проживают студенты, а в зонах «Г», «Д», «Е», «Ж» находятся общежития блочного типа для аспирантов. Всего в них расположены 5754 комнаты общежития для студентов и аспирантов и 184 квартиры. Подобно другим высотным зданиям административно-жилого типа, Главный корпус МГУ был задуман как дом с замкнутой коммунально-бытовой инфраструктурой. Это значит, что здание должно было представлять собой самостоятельную систему со всеми необходимыми учреждениями: дворцом культуры, библиотекой, почтой, телеграфом, столовыми, магазинами, поликлиникой, спортивным центром.

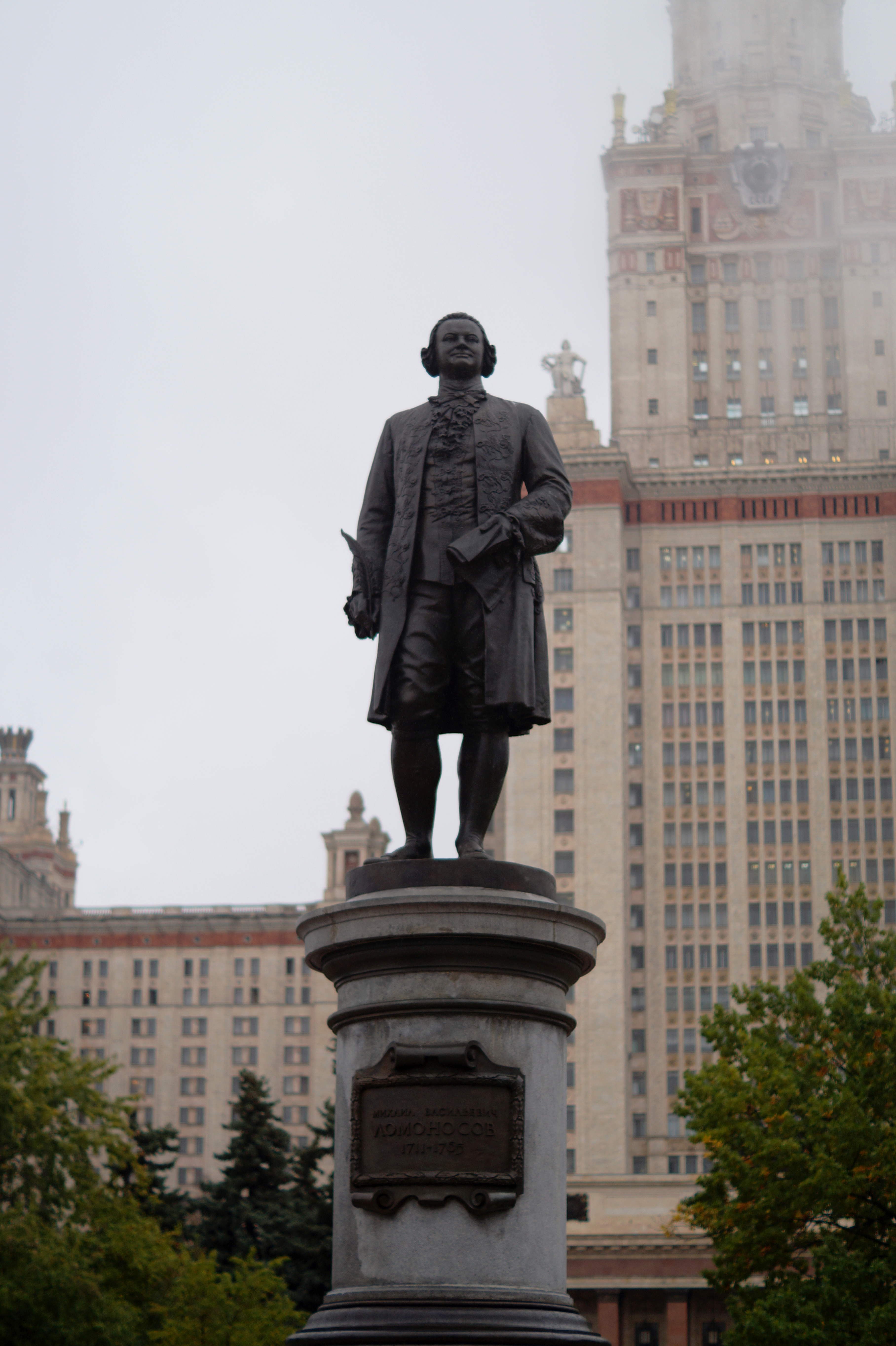
Памятник Михаилу Ломоносову перед Главным зданием МГУ, фотография 2016 года

Пространственная композиция университетского городка с главным и дополнительными корпусами в плане напоминает букву «Ж». Такое необычное расположение построек вызвано рядом причин. Если бы корпуса были соединены друг с другом и замкнуты, между ними возникли бы тёмные дворы, а внутренние помещения были бы слабо освещены дневным светом. С другой стороны, если бы малоэтажные корпуса были бы вытянуты в шеренги по обеим сторонам от центральной части, это бы значительно ухудшило архитектурную перспективу. Именно поэтому авторы окончательного проекта выбрали иное расположение, при котором сторона каждого сооружения ансамбля одновременно является самодостаточным фасадом.

### Скульптурное оформление
Ансамбль Главного здания МГУ характеризуется богатым скульптурным оформлением и декором. По бокам бассейна расположена аллея бюстов и памятников выдающимся учёным. Украшением ансамбля служат также монументальные композиции «Вечная молодость науки» Веры Мухиной, памятники Михаилу Ломоносову работы Николая Томского, химику Дмитрию Менделееву скульптора Андрея Бембеля, физику Александру Столетову, выполненный скульптором Сергеем Селихоновым, и другие монументы. Известно, что скульптор Вера Мухина обращалась к Берии с предложением установить её скульптуру «Рабочий и колхозница» перед зданием МГУ, однако получила отказ. Некоторые исследователи считают, что если бы автором проекта остался Борис Иофан, уже сотрудничавший с Мухиной в процессе создания советского павильона для Всемирной выставки в Париже в 1937 году, то предложение скульптора было бы принято.

### Садово-парковый ансамбль

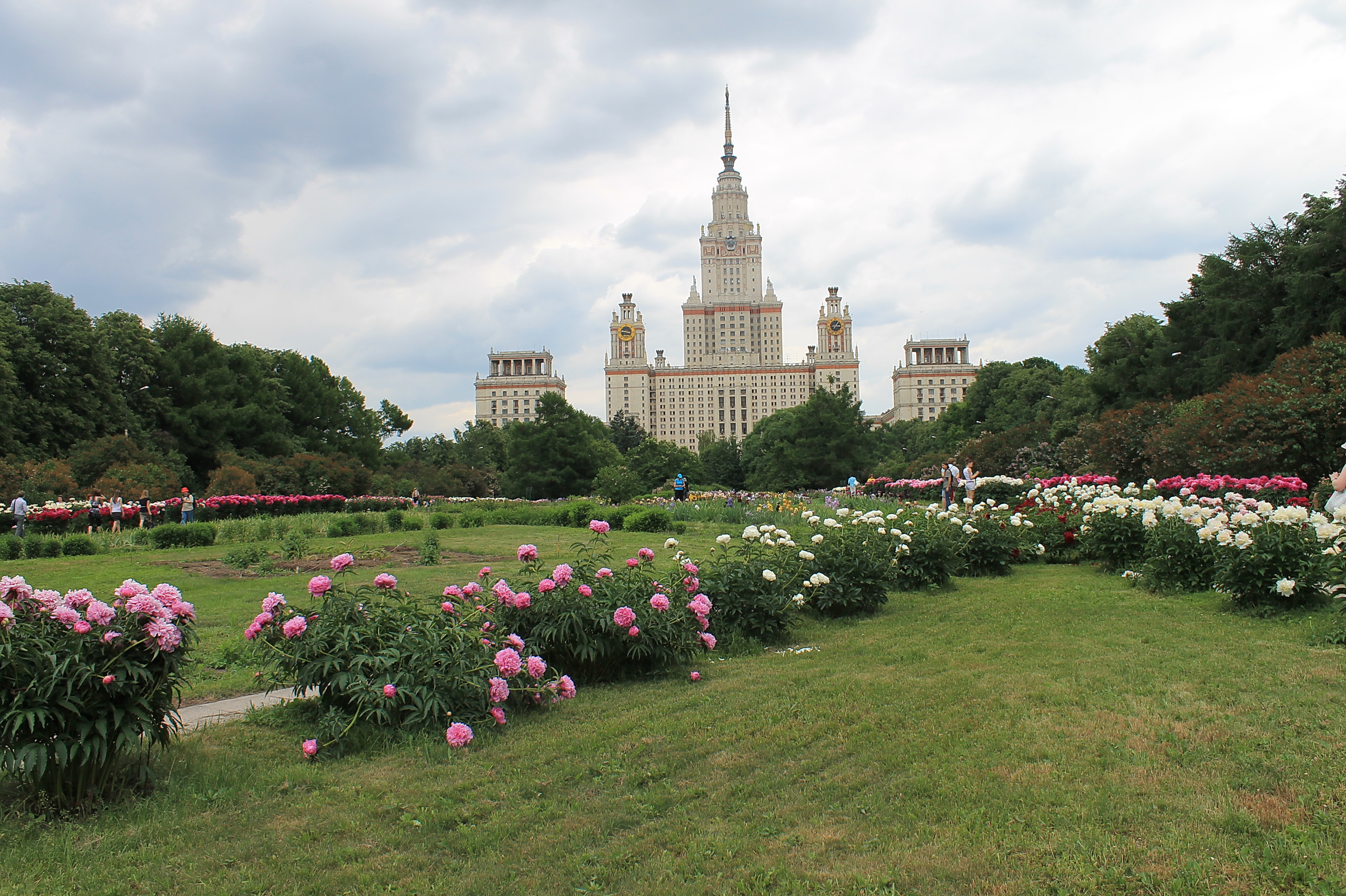
Ботанический сад на Воробьёвых горах, фотография 2011 года

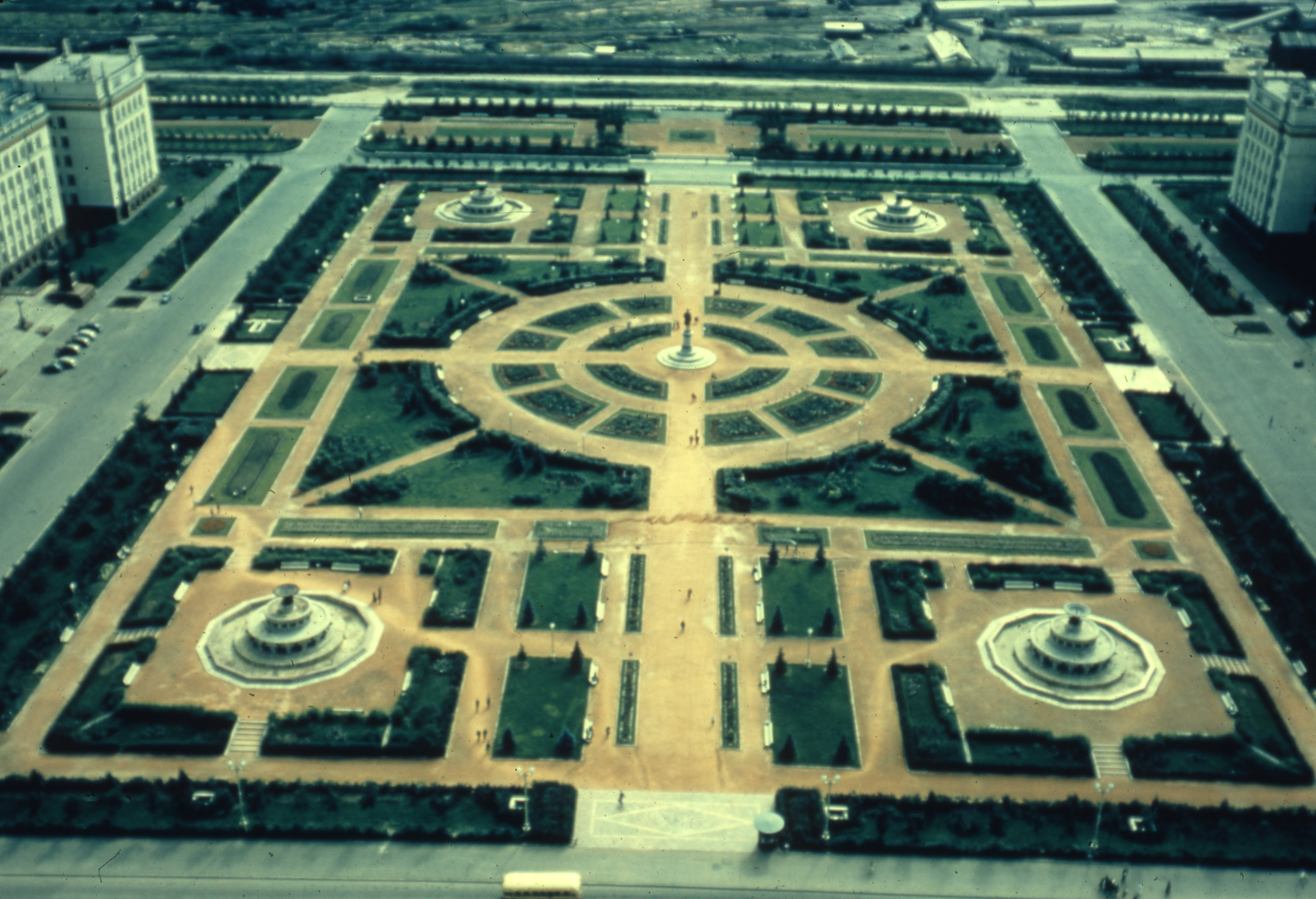
Сквер с юго-западной стороны Главного здания МГУ (фото 1958 года)

Комплекс МГУ на Воробьёвых горах занимает участок в 167,43 га, только 5,4 % (9,1 га) из которых занимают постройки. Бо́льшая часть территории отведена под зелёную зону. Парки, скверы, бульвары и иные озеленённые зоны университетского городка составляют около 60 га.
Проект садово-паркового ансамбля был разработан группой архитекторов под руководством Милицы Прохоровой, Михаила Коржева и В. Н. Колпаковой, В течение 1951—1954 годов на этой территории было высажено более 50 тысяч деревьев и 400 тысяч кустарников. Порядка 40 видов зелёных насаждений привезли в Москву из Тульской, Рязанской, Брянской и Ивановской областей. Среди пород деревьев — липы, клёны, лиственницы, каштаны, дубы, берёзы, ели; среди видов кустарников — сирень, боярышник, шиповник, жёлтая акация, барбарис, смородина и многие другие. Транспортные магистрали и проезды были оборудованы «защитной зеленью», предотвращавшей городок от шума и пыли.
Ботанический сад МГУ является самым старым ботаническим научным учреждением в России и был организован на основе Московского аптекарского огорода 1706 года. При планировке университетского городка на Воробьёвых горах отдельный участок в 30 га отвели под новый агроботанический сад. 6 октября 1950 года ректор университета академик Несмеянов подписал приказ об организации новой территории сада, а старая была преобразована в филиал. На данный момент Ботанический сад также функционирует на двух территориях: на основном участке при биологическом факультете и в качестве филиала на проспекте Мира, занимающего площадь в 6,64 га.
Строительство новой территории ботсада возглавила директор Нина Базилевская. В организации огромной территории также участвовали сотрудники учреждения: Тит Трофимов, Алексей Скворцов, И. И. Кропотова, П. Т. Коломиец и другие. На протяжении 20 лет Ботаническим садом руководил ботаник Вадим Тихомиров, при котором учреждение получило научный статус и стало подразделением биологического факультета.
Ботанический сад является площадкой для организации учебной и научно-исследовательской деятельности. Здесь работают 26 научных сотрудников, в числе которых 3 профессора, 1 доктор и 20 кандидатов наук.

## Фотогалерея

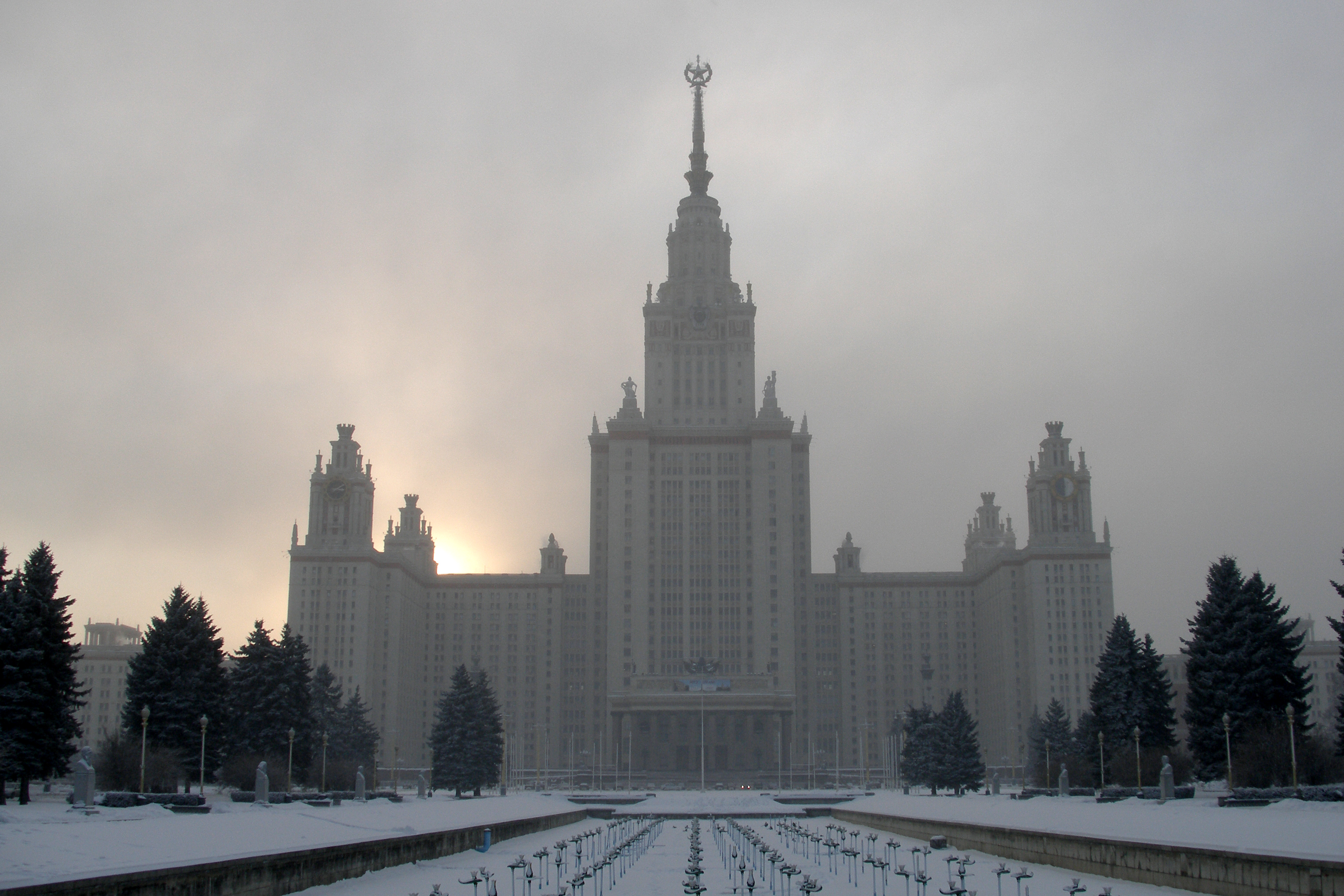
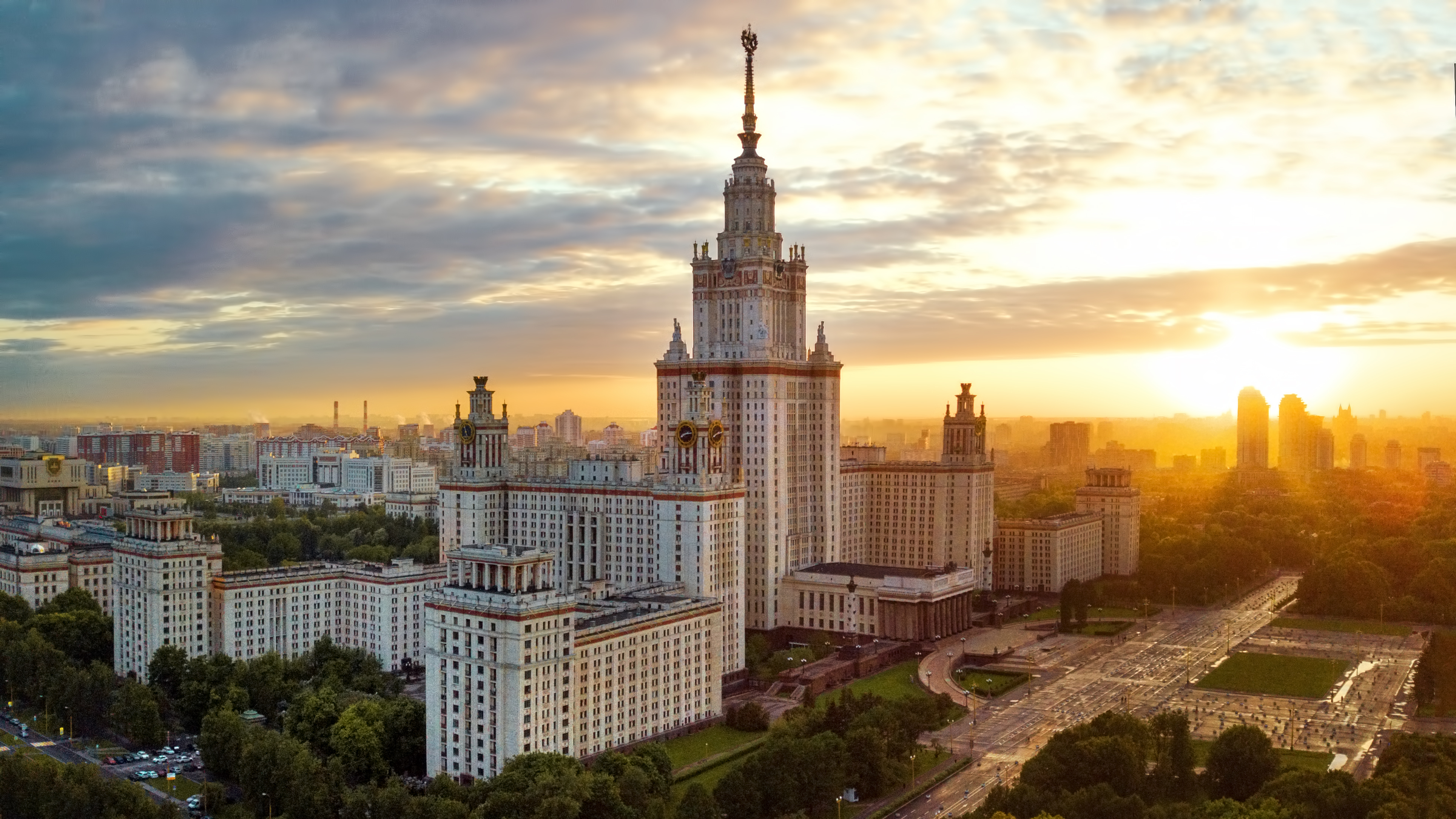
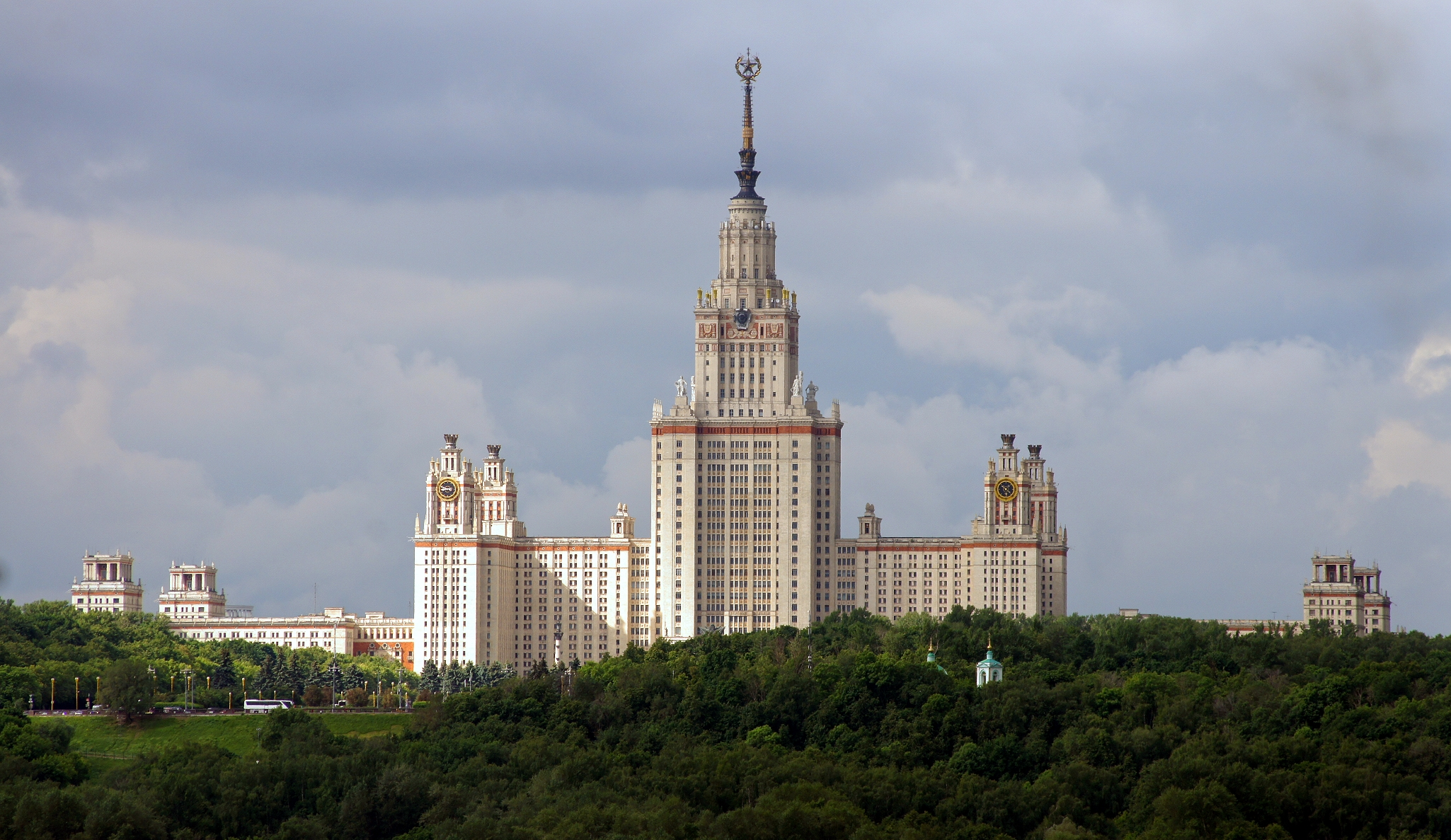
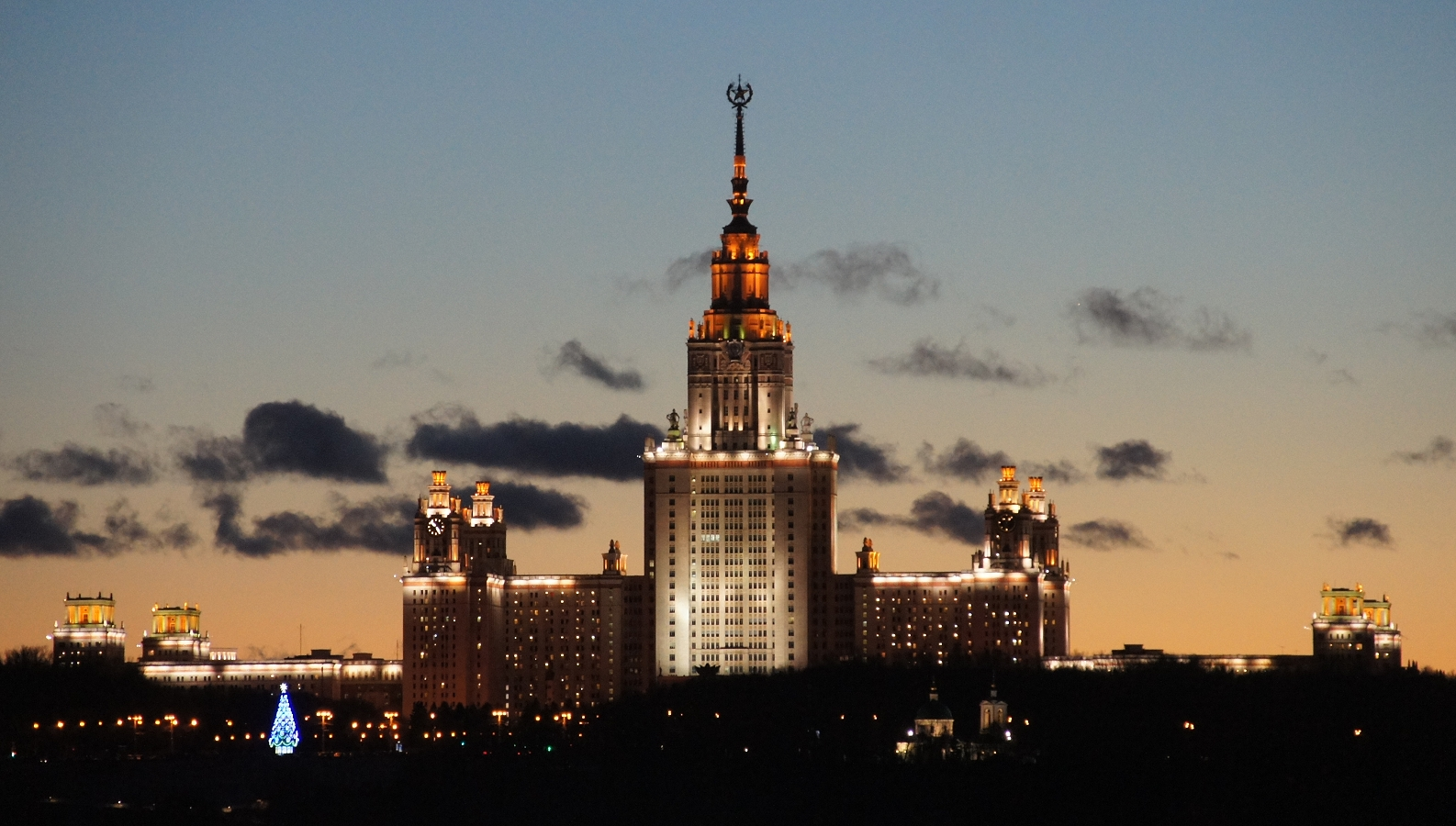
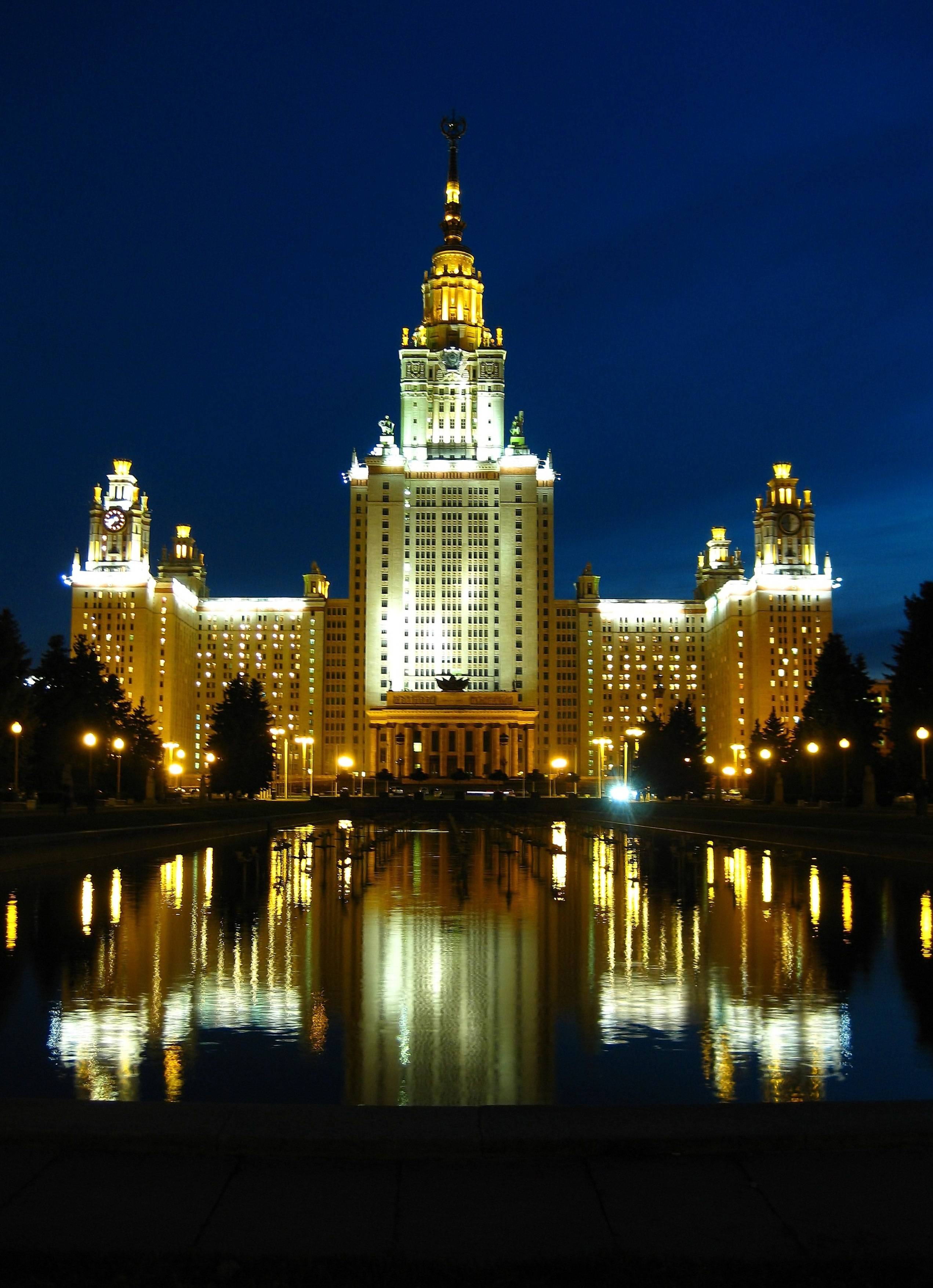
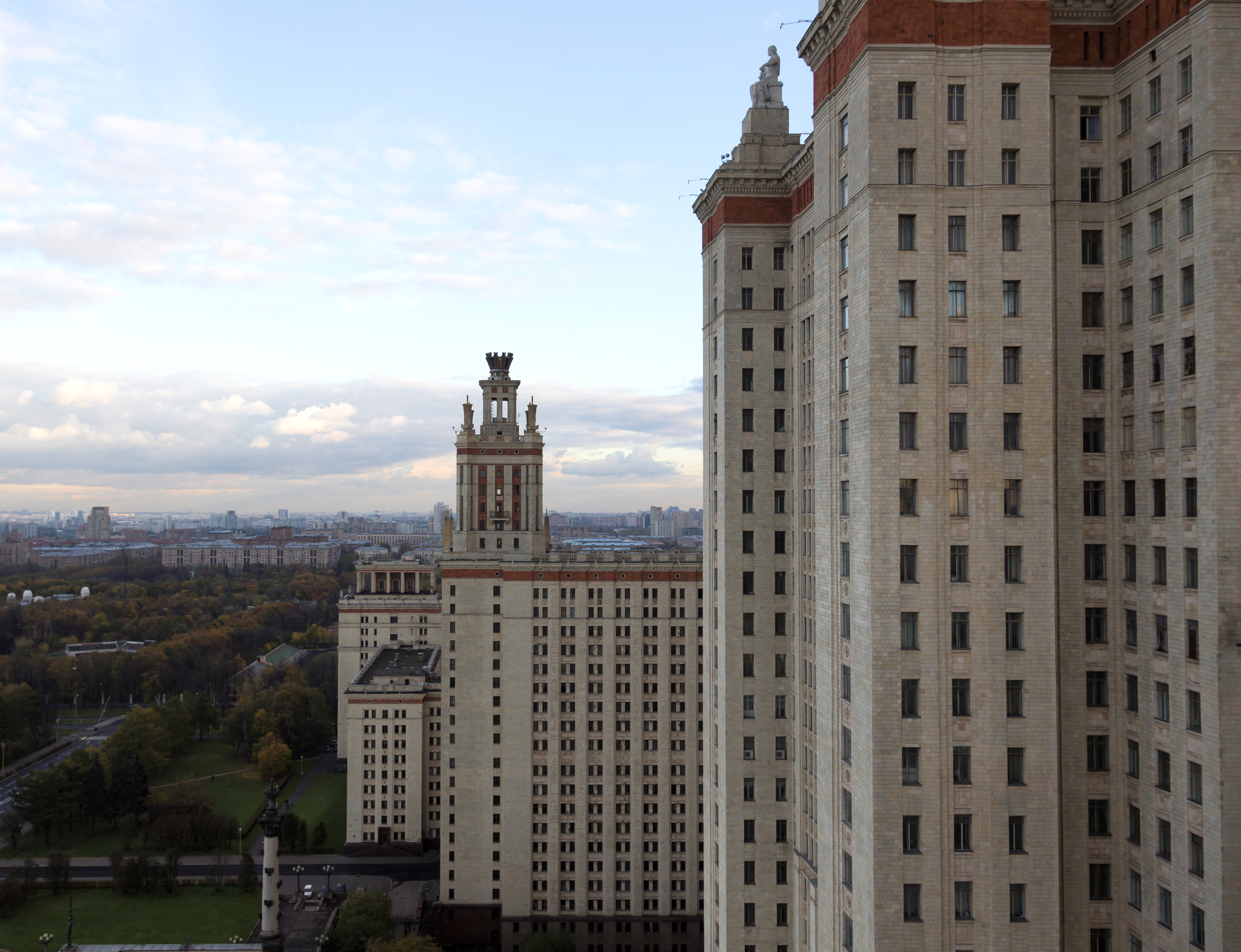
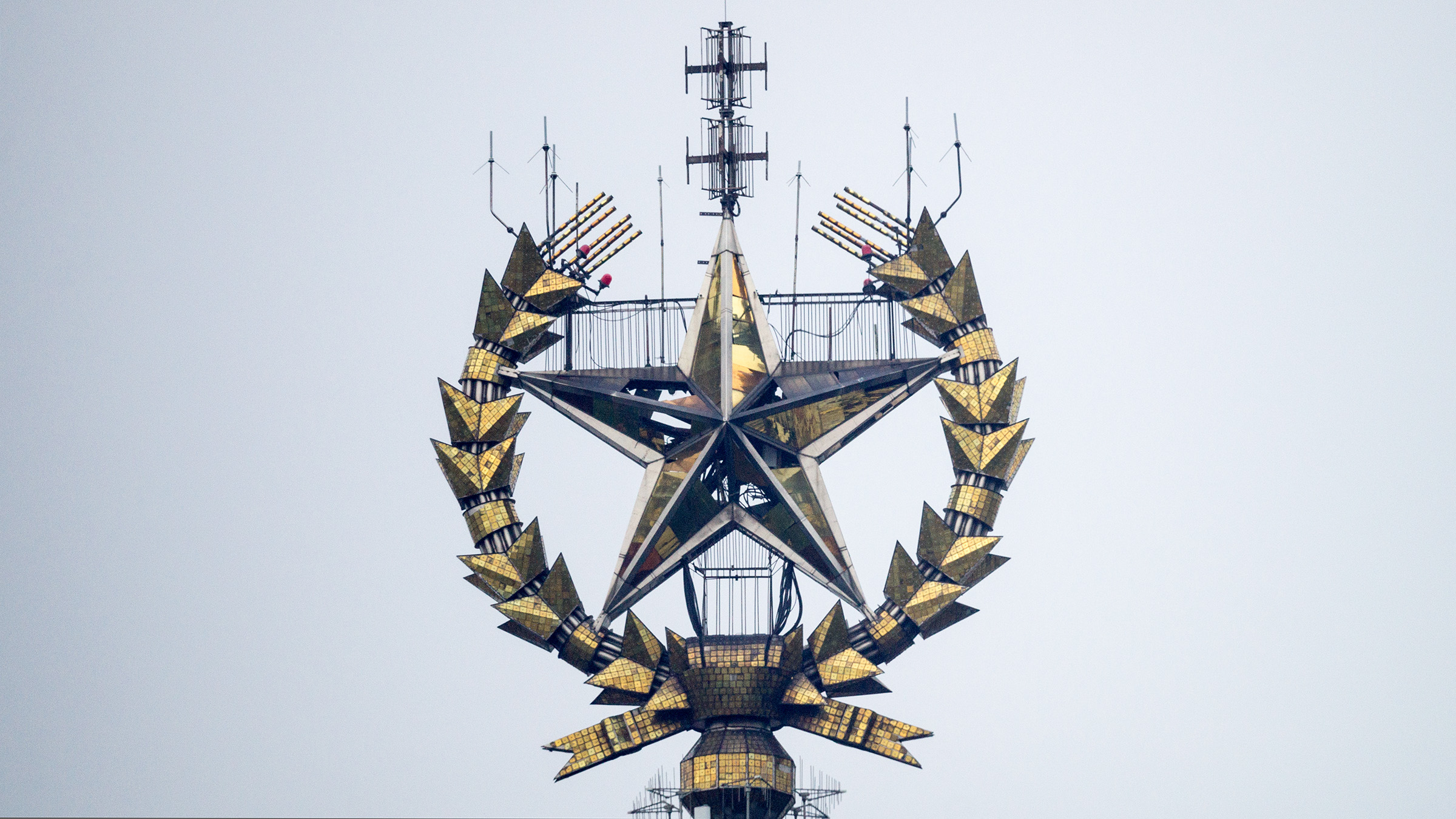
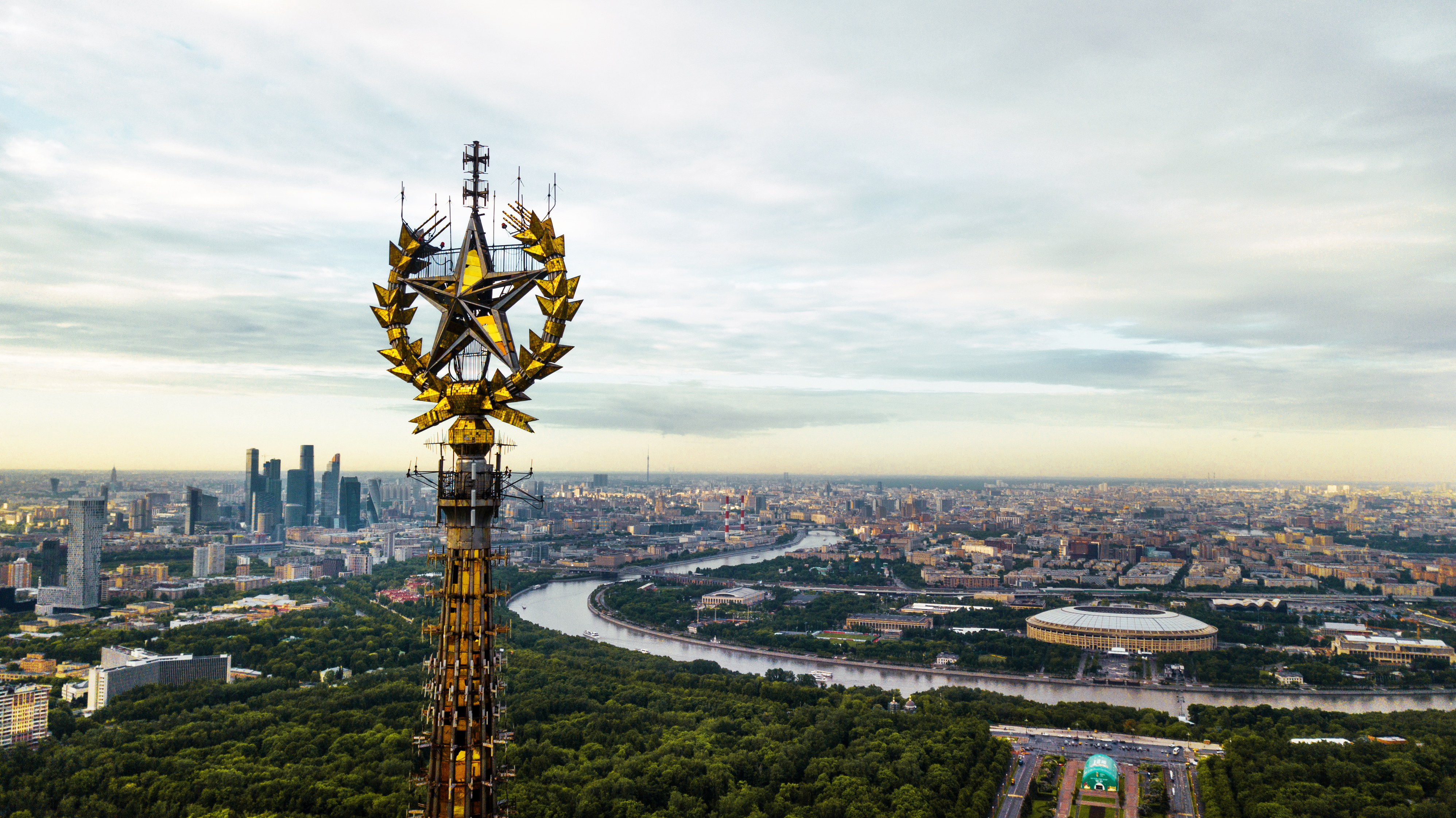
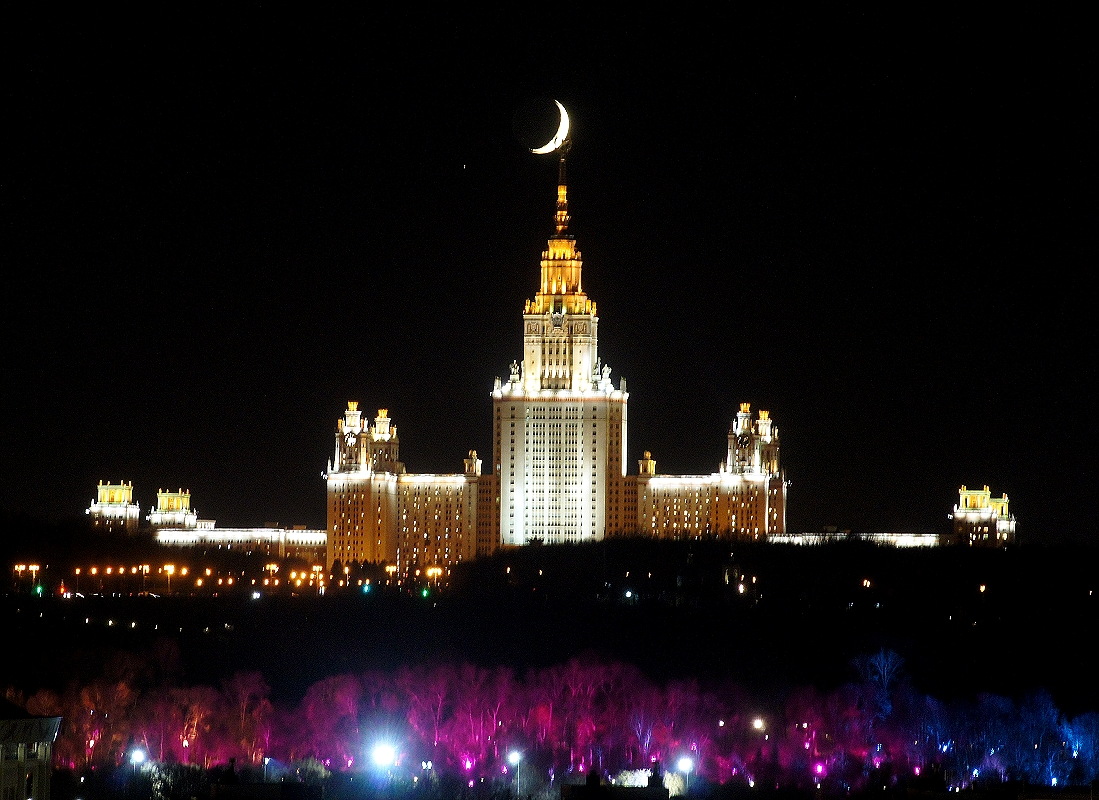
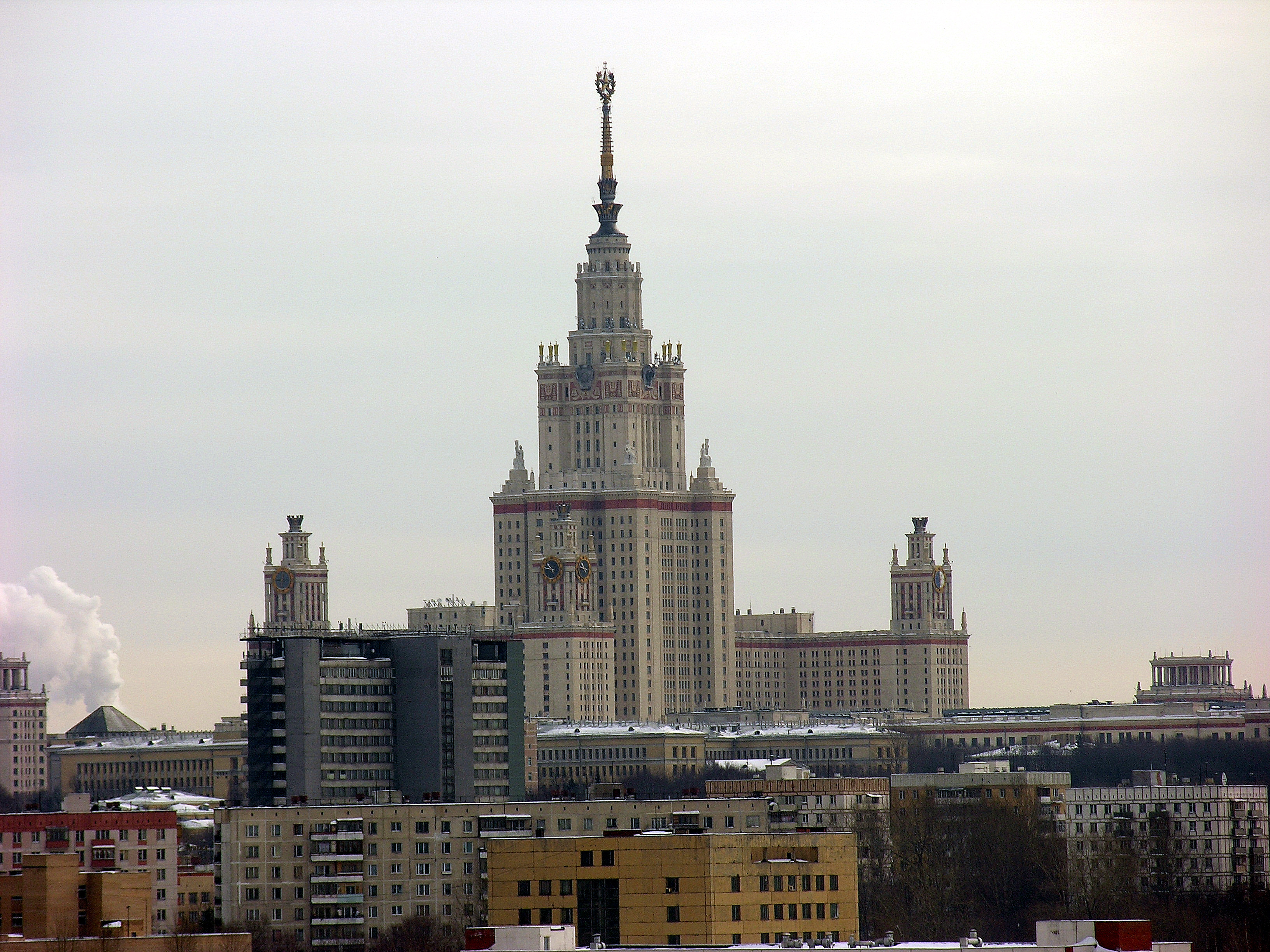